# واندرا
واندرا (به لاتین: Vändra) یک شهرک در استونی است که در شهرستان پارنو واقع شده‌است. واندرا ۳٫۲۸ کیلومتر مربع مساحت و ۲٬۱۹۱ نفر جمعیت دارد.